# ألبرت هوبسون
ألبرت هوبسون (بالإنجليزية: Albert Hobson)‏ (7 أبريل 1925 في المملكة المتحدة - ) هو لاعب كرة قدم بريطاني في مركز الوسط. لعب مع نادي بلاكبول ونادي يورك سيتي وهدرسفيلد تاون.

## وصلات خارجية
- ألبرت هوبسون على موقع قاعدة بيانات كرة القدم.إي يو (الإنجليزية)